# Imnurile statelor Mexicului
Fiecare din cele 31 de state ale Mexicului are câte un imn, care reprezintă cântecul patriotic al statului respectiv și în care se face referire la simbolurile și/sau la istoria statală. Deși fiecare imn al oricăruia din entitățile federale mexicane are un caracter oficial și solemn, totuși ele sunt considerate a fi de importanță locală. Firesc, dacă un eveniment se referă la statul federal, atunci se cântă Imnul național. 
Imnurile statelor sunt relativ puțin cunoscute în statele proprii, cu excepția celor ale statelor Chihuahua, México, Quintana Roo și Yucatán. În ultimii ani, există o tendință puternică în Mexic de a descentraliza rolul statului federal și de a trece în subordine locală multe din atribuțiile care sunt locale. Printe ele se numără și popularizarea simbolurilor locale statale, iar imnul statului este unul dintre cele care câștigă teren în mediatizare și recunoaștere. 

## Imnurile
| Stat (Estado)        | Titlul imnului (Título del himno) | Compozitor (Compositor) |
| -------------------- | --------------------------------- | ----------------------- |
| Aguascalientes       | Himno de Aguascalientes           |                         |
| Baja California      | Canto a Baja California           |                         |
| Baja California Sur  |                                   |                         |
| Campeche             | Himno Campechano                  |                         |
| Chiapas              | Himno a Chiapas                   |                         |
| Chihuahua            | Himno del Estado de Chihuahua     |                         |
| Coahuila de Zaragoza | Himno Coahuilense                 |                         |
| Colima               |                                   |                         |
| Durango              |                                   |                         |
| Guanajato            | Himno de Guanajuato               |                         |
| Guerrero             | Himno a Guerrero                  |                         |
| Hidalgo              | Himno al Estado de Hidalgo        |                         |
| Jalisco              |                                   |                         |
| México               | Himno del Estado de México        |                         |
| Michoacán de Ocampo  |                                   |                         |
| Morelos              | Marcha Morelense                  |                         |
| Nayarit              |                                   |                         |
| Nuevo León           | Himno de Nuevo León               |                         |
| Oaxaca               | Dios nunca muere                  | Macedonio Alcalá        |
| Puebla               | Himno al Estado de Puebla         |                         |
| Querétaro Artega     |                                   |                         |
| Quintana Roo         | Himno a Quintana Roo              |                         |
| San Luis Potosí      |                                   |                         |
| Sinaloa              |                                   |                         |
| Sonora               |                                   |                         |
| Tabasco              |                                   |                         |
| Tamaulipas           | Himno a Tamaulipas                |                         |
| Tlaxcala             | Himno a Tlaxcala                  |                         |
| Veracruz             | Himno Veracruzano                 |                         |
| Yucatán              | Himno de Yucatán                  |                         |
| Zacatecas            | Marcha de Zacatecas               |                         |